# Carlos Roberto Gallo
Carlos Roberto Gallo, více známý jako Carlos (* 4. března 1956 Vinhedo), je bývalý brazilský fotbalový brankář.

## Fotbalová kariéra
Začínal v brazilské lize v týmu Associação Atlética Ponte Preta, odkud přestoupil do SC Corinthians Paulista. V letech 1988-1990 chytal v turecké lize za Malatyaspor. Po návratu do Brazílie chytal postupně za CA Mineiro, Guarani Futebol Clube, Palmeiras a Portuguesu. Za brazilskou fotbalovou reprezentaci nastoupil v letech 1975–1993 ve 37 utkáních. Byl členem brazilské reprezentace na Mistrovství světa ve fotbale 1978 v Argentině, v utkání nenastoupil a s týmem získal bronzové medaile za třetí místo. Byl členem brazilské reprezentace na Mistrovství světa ve fotbale 1982 ve Španělsku, ale v utkání nenastoupil. Byl členem brazilské reprezentace na Mistrovství světa ve fotbale 1986 v Mexiku, nastoupil v 5. Byl členem brazilské reprezentace na LOH 1976, nastoupil v 5 utkáních.

## Ligová bilance
| Ročník                               | Zápasy | Góly | Klub                            |
| ------------------------------------ | ------ | ---- | ------------------------------- |
| Campeonato Brasileiro Série A 1976   | -      | -    | Associação Atlética Ponte Preta |
| Campeonato Brasileiro Série A 1977   | 19     | 0    | Associação Atlética Ponte Preta |
| Campeonato Brasileiro Série A 1978   | 7      | 0    | Associação Atlética Ponte Preta |
| Campeonato Brasileiro Série A 1980   | 17     | 0    | Associação Atlética Ponte Preta |
| Campeonato Brasileiro Série A 1981   | 8      | 0    | Associação Atlética Ponte Preta |
| Campeonato Brasileiro Série A 1982   | 17     | 0    | Associação Atlética Ponte Preta |
| Campeonato Brasileiro Série A 1983   | 10     | 0    | Associação Atlética Ponte Preta |
| Campeonato Brasileiro Série A 1983   | -      | -    | SC Corinthians Paulista         |
| Campeonato Brasileiro Série A 1984   | 16     | 0    | SC Corinthians Paulista         |
| Campeonato Brasileiro Série A 1985   | 25     | 0    | SC Corinthians Paulista         |
| Campeonato Brasileiro Série A 1986   | 24     | 0    | SC Corinthians Paulista         |
| Campeonato Brasileiro Série A 1987   | -      | -    | SC Corinthians Paulista         |
| Campeonato Brasileiro Série A 1988   | -      | -    | SC Corinthians Paulista         |
| 1. turecká liga 1988/1989            | 30     | 0    | Malatyaspor                     |
| 1. turecká liga 1989/1990            | 31     | 0    | Malatyaspor                     |
| Campeonato Brasileiro Série A 1990   | 19     | 0    | CA Mineiro                      |
| Campeonato Brasileiro Série A 1991   | 21     | 0    | CA Mineiro                      |
| Campeonato Brasileiro Série A 1992   | 19     | 0    | Palmeiras                       |
| Campeonato Brasileiro Série A 1993   | 2      | 0    | Portuguesa                      |
| CELKEM Campeonato Brasileiro Série A | -      | -    |                                 |
| CELKEM 1. turecká liga               | 61     | 0    |                                 |